# Projet de révision constitutionnelle de Félix Gaillard
Le projet de révision constitutionnelle de Félix Gaillard, dit également « projet Gaillard », est un projet de révision de la constitution de 1946 proposé par le président du Conseil Félix Gaillard le 16 janvier 1958.
La révision initialement proposée par Félix Gaillard vise à « restaurer la stabilité gouvernementale », ainsi que l'exposé des motifs l'explique. À cette fin, diverses modifications à la constitution de 1946 sont proposées, dont un mécanisme de dissolution plus facile à mettre en œuvre pour juguler l'instabilité ministérielle. Par ailleurs, le nouvel article 50 proposé par Gaillard introduit le mécanisme d'engagement de la responsabilité, dont l'esprit est plus tard repris par l'article 49, alinéa 3, de la constitution de 1958 : le gouvernement aurait pu forcer l'Assemblée nationale à adopter ou rejeter un texte en engageant son existence dessus. Dans ce cas, l'Assemblée n'aurait pu empêcher l'adoption ou le rejet qu'en adoptant une motion de censure.
L'Assemblée nationale adopte, avec de substantielles modifications, le projet de révision (308 voix pour, 206 voix contre) le 21 mars 1958, mais le Conseil de la République n'a ensuite pas le temps d'examiner le texte, la suite de la procédure étant interrompue par la chute du gouvernement Gaillard.
Le gouvernement suivant, mené par Pierre Pflimlin, propose également un projet de révision constitutionnelle qui vise aux mêmes objectifs, par des moyens différents, qui, lui, n'a même pas le temps d'être présenté à l'Assemblée nationale. En effet, le putsch d'Alger le 13 mai 1958 et l'opération Résurrection, qui amènent le parlement français à voter la loi constitutionnelle du 3 juin 1958 permettant au gouvernement de Gaulle de proposer une nouvelle constitution, empêchent de pousser plus avant cette révision.